# Drenovica (Podravska)
Drenovica je ulica i dio naselja Novo Virje. Do devedesetih je bila samostalno selo.
Nastala je krajem 19. stoljeća, naseljavanjem iz Virja, u tzv. konake, prethodno tek privremeno naseljene nastambe za sezonske poljske radove. Oduvijek je činila jednu zajedničku cjelinu s Crncem. Današnja ulica Drenovica ne poklapa se s nekadašnjim naseljem Drenovica Podravska, jer je ono razdijeljeno u više ulica. 
Na području nekadašnjeg naselja nalazi se župna crkva te četverogodišnja područna škola, koja pripada Osnovnoj školi Ferdinandovac. Postoji i dobrovoljno vatrogasno društvo, s vatrogasnim domom, kao i društveni dom. Djeluje i Kulturno-umjetničko društvo "Širine" te nogometni klub.
U vrijeme NDH-a bila je središte općine.